# Храст (Плзењ-град)
Храст (чеш. Chrást) је насељено мјесто са административним статусом сеоске општине (чеш. obec) у округу Плзењ-град, у Плзењском крају, Чешка Република.

## Становништво
Према подацима о броју становника из 2014. године насеље је имало 1.870 становника.